# Lars Elenius
Lars Ove Elenius, född 10 juli 1952 i Vittangi, är en svensk historiker.
Elenius blev filosofie doktor vid Umeå universitet 2001 och docent vid Luleå tekniska universitet 2006. Vid det förstnämnda lärosätet utnämndes han 2011 till professor i historia med utbildningsvetenskaplig inriktning.
I sin forskning har Elenius behandlat bland annat de nationella minoriteternas levnadsvillkor ur ett historiskt perspektiv. Han har arbetat som sakkunnig för Statens kulturråd och erhöll 2003 Norrbottensakademiens forskningspris. Han var huvudredaktör för The Barents Region, den första boken om Barentsregionens historia. Han var från 2020 ledamot i Sannings- och försoningskommissionen för tornedalingar, kväner och lantalaiset.